# 가을철 전염병
가을은 여름보다 질병이나 전염병의 종류는 적지만, 전염병의 증세가 대체로 심각하다. 대표적으로 신증후군출혈열(유행성 출혈열), 렙토스피라증, 쯔쯔가무시, 비브리오 패혈증이 있다. 이 질병 모두 초기에는 독감과 같은 증상을 보일 수가 있어 무시하고 있다가 중증으로 된 다음 병원에 오면서 초기 치료가 늦어질 경우 위중한 결과를 초래하므로 세심한 주의가 필요하다. 또 모두가 야외에서 주로 전염되는 병이므로 가을 철에 성묘와 추석 전후에 많이 생긴다는 것도 명심해야 한다. 그러므로 아래의 증상이 있다면 꼭 병원에서 진료를 받는 것이 좋다. 가을과 성묫길에 주의해야 할 질병에 대해 간략하게 소개한다.

## 신증후성출혈열
들쥐에 기생하는 진드기가 옮기는 바이러스로 전염된다. 초기에는 40°C 가까운 고열이 있다. 보통 감염된 후 10∼15일 정도 후에 독감 증상, 즉 고열, 두통, 근육통이 4∼5일 계속된다. 이어 가래톳(임파선의 부어오름)이 생기기도 하며 신장(콩팥)이 기능을 못하게 되므로 우리 몸이 해독 작용을 못하는 요독증으로 사망하게 된다.

## 렙토스피라증
스피로헤타(spirochete)균이 일으키는 질병이다. 9, 10월에 많이 발생한다. 대부분 쥐의 오줌에 의한 젖은 풀, 흙, 물과 점막이나 상처의 접촉으로 감염된다. 감염 된 후 7∼12 이후 열, 폐출혈, 뇌막염, 간, 콩팥의 기능에 문제가 생긴다. 한국에서는 매년 약 100명∼300명이 발병한다.

## 쯔쯔가무시
진드기의 유충이 사람을 물 때 리켓차로 전염된다. 털진드기병(Scrub typhus)이라고도 한다. 주로 숲 속에서 물린다. 전신의 발진이 있고, 특히 물린 곳에는 커다란 흉터 비슷한 것이 생긴다. 이 흉터는 본인도 모르는 경우도 많다. 즉 자기가 볼 수 없는 머리, 겨드랑이 안이나 등에 있을 경우에는 본인도 모를 수 있다. 증상은 독감 증상과 비슷한 열, 피부 발진, 물린 흉터, 임파선 부종이 생길 수 있다. 그 외에 안통, 마른 기침, 피로감이 있으며 심한 경우에는 2주후에 손발 떨림, 경련, 목의 뻣뻣함, 언어 장애가 생길 수 있다. 주로 10, 11월에 발생한다. 이 질병은 치료하면 사망에 이르는 경우는 거의 없으나 치료하지 않으면 30%까지 사망할 수 있으므로 초기 진단과 적절한 치료가 아주 중요하다. 가을철 유행성 열성 전염병 중에 가장 흔하다. 독시사이클린이 특효약이다.

## 비브리오 패혈증
비브리오균에 의한 감염증이다. 감염 후 1-2일 후에 주로 하지의 상처의 악화와 오한, 발열과 같은 독감 비슷한 전신 증상과 설사, 복통, 구토, 하지통증이 생기면서 여러 가지 피부의 심한 병변, 괴사가 일어난다. 사망률은 40-50%로 매우 높지만, 이 질병은 주로 뇌전증환자나 만성 알코올 중독자, 당뇨 환자 등 허약자에게 주로 생기므로 대부분의 건강한 사람들은 잘 걸리지 않는다. 해변 지역에서 6-9월에 집중 발생한다. 주로 회를 먹거나 하지에 상처가 있는 경우에 감염된다. 항생제의 고단위 투여로 완치된다. 바다가 없는 나라, 즉 내륙국이나 미국의 아이오와주, 미주리주 등은 비브리오 패혈증 안전 지대이다.